# 10 Herculis
10 Herculis, eller LQ Herculis, är en pulserande variabel av halvregelbunden typ (SR) i Herkules stjärnbild.
Stjärnan varierar mellan visuell magnitud +5,58 och 5,83 utan någon fastställd periodicitet.